# Ulster County
Ulster County ist ein County im Bundesstaat New York der Vereinigten Staaten. Bei der Volkszählung im Jahr 2020 hatte das County 181.851 Einwohner und eine Bevölkerungsdichte von 62,5 Einwohnern pro Quadratkilometer. Der Verwaltungssitz (County Seat) ist Kingston.

## Geographie

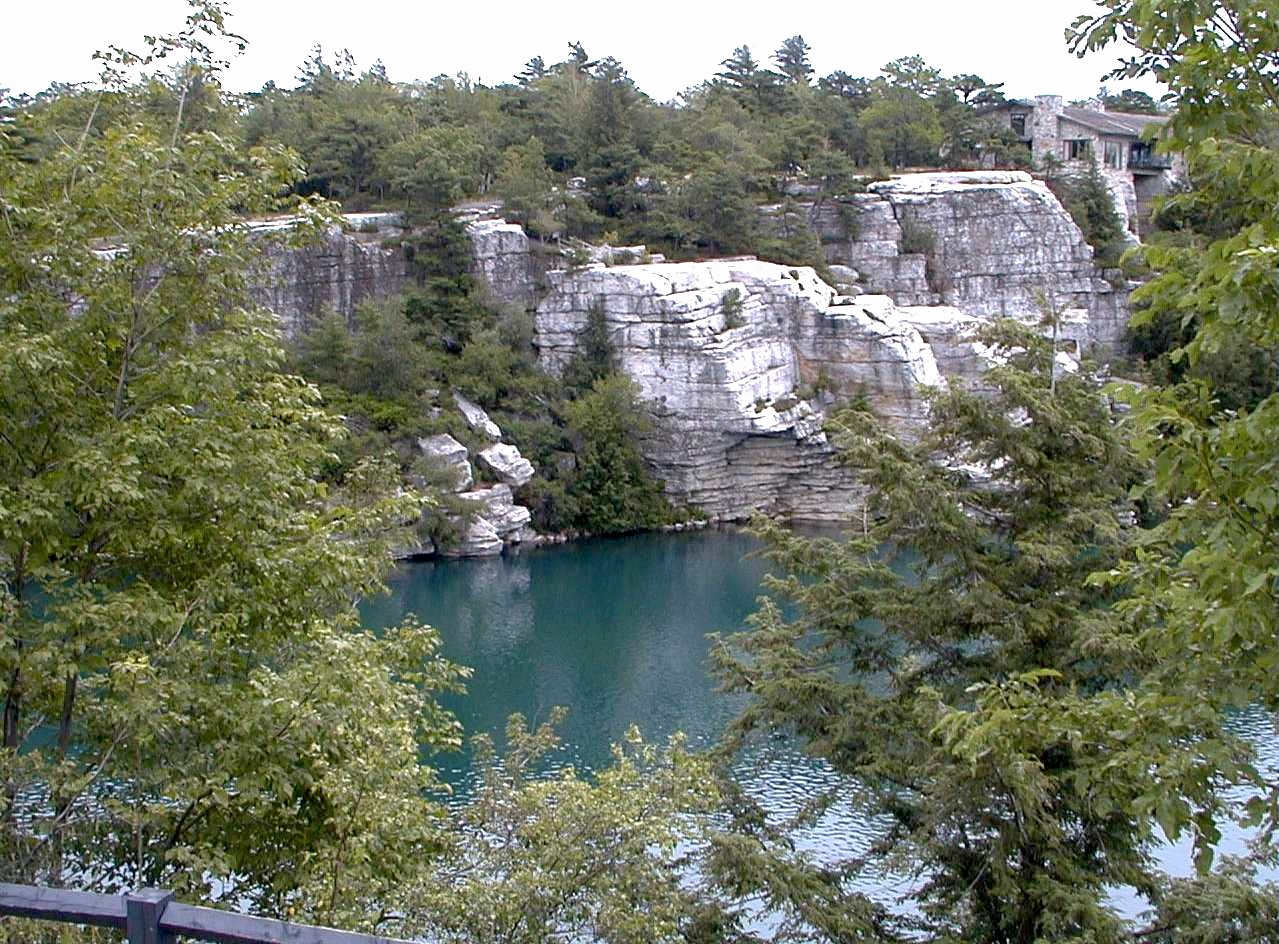
Lake Minnewaska

Das County hat eine Fläche von 3.006,4 Quadratkilometern, wovon 94,6 Quadratkilometer Wasserflächen sind. Es wird vom Office of Management and Budget zu statistischen Zwecken als Kingston, NY Metropolitan Statistical Area geführt.
Das Ulster County liegt im südöstlichen Teil des Bundesstaates, südlich von Albany, jedoch noch westlich vom Hudson River. Der Großteil des Countys fällt in den Bereich der Catskill Mountains und der Shawangunk Ridge. Im Ulster County liegen mehrere Naturschutzgebiete und staatliche Wälder, darunter sind Minnewaska State Park, Mohonk Preserve, Sundown State Park, VerNooykill State Forest, Witches Hole State Forest und Shawangunk Ridge State Forest sowie Sam’s Point Preserve, wo sich unter anderem die VerKeerderkill Falls befinden.
Der höchste Punkt des County ist der Slide Mountain, dessen Gipfel 1274 m über dem Meeresspiegel liegt.
Der New York State Thruway führt im Zuge der Interstate 87 von Norden nach Süden durch das County und verbindet die Gegend mit New York City und seiner Umgebung.

### Umliegende Gebiete
| Delaware County | Greene County | Columbia County |
| Sullivan County |               | Dutchess County |
| Sullivan County | Orange County | Dutchess County |

## Geschichte
Das County wurde am 1. November 1683 gegründet und zu Ehren von Jakob II. benannt, der seit 1659 Earl of Ulster war.

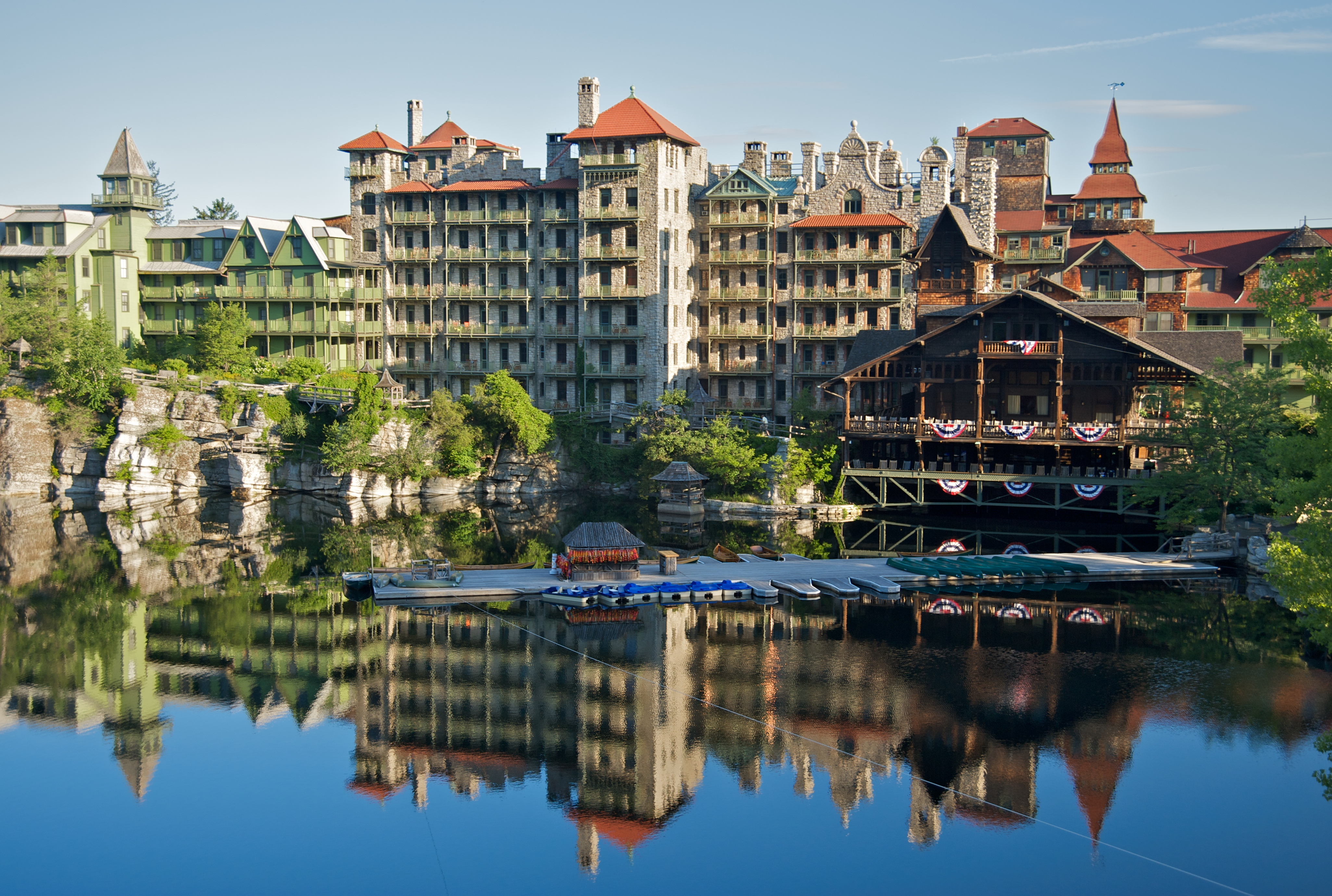
Das Mohonk Mountain House (2011) ist eines von acht National Historic Landmarks im County.

Acht Orte im County haben den Status einer National Historic Landmark. 176 Bauwerke und Stätten des Countys sind insgesamt im National Register of Historic Places eingetragen (Stand 21. Februar 2018).

### Einwohnerentwicklung
| Jahr      | 1700    | 1710    | 1720    | 1730   | 1740   | 1750   | 1760    | 1770    | 1780    | 1790    |
| --------- | ------- | ------- | ------- | ------ | ------ | ------ | ------- | ------- | ------- | ------- |
| Einwohner |         |         |         |        |        |        |         |         |         | 29.370  |
| Jahr      | 1800    | 1810    | 1820    | 1830   | 1840   | 1850   | 1860    | 1870    | 1880    | 1890    |
| Einwohner | 24.855  | 26.576  | 30.934  | 36.550 | 45.822 | 59.384 | 76.381  | 84.075  | 85.838  | 87.062  |
| Jahr      | 1900    | 1910    | 1920    | 1930   | 1940   | 1950   | 1960    | 1970    | 1980    | 1990    |
| Einwohner | 88.422  | 91.769  | 74.979  | 80.155 | 87.017 | 92.621 | 118.804 | 141.241 | 158.158 | 165.304 |
| Jahr      | 2000    | 2010    | 2020    | 2030   | 2040   | 2050   | 2060    | 2070    | 2080    | 2090    |
| Einwohner | 177.749 | 182.493 | 181.851 |        |        |        |         |         |         |         |

Hinweis: Der Wert von 1810 ist lediglich aus der englischsprachigen Wikipedia ungeprüft übernommen worden, weil die Einwohnerzahlen für 1810 derzeit auf dem Server der Census-Behörde nicht verfügbar sind. (Stand: 11. November 2020)

## Städte und Ortschaften
Zusätzlich zu den unten angeführten selbständigen Gemeinden gibt es im Ulster County mehrere villages.
| Ortschaft     | Status | Einwohner (2010) | Gesamte Fläche [km²] | Landfläche [km²] | Bevölkerungsdichte [Einwohner / km²] | Gründung      | Besonderheit |
| ------------- | ------ | ---------------- | -------------------- | ---------------- | ------------------------------------ | ------------- | --- |
| Denning       | town   | 551              | 273,9                | 273,7            | 2,0                                  | 6. März 1849  | |
| Esopus        | town   | 9.041            | 108,6                | 96,6             | 93,6                                 | 5. Apr. 1811  | |
| Gardiner      | town   | 5.713            | 113,8                | 112,5            | 50,8                                 | 2. Apr. 1853  | |
| Hardenburgh   | town   | 238              | 209,8                | 209,2            | 1,1                                  | 15. Apr. 1859 | |
| Hurley        | town   | 6.314            | 93,2                 | 77,5             | 81,5                                 | 19. Okt. 1708 | |
| Kingston City | city   | 23.893           | 22,7                 | 19,4             | 1.231,6                              | 6. Apr. 1805  | County Seat; Erstbesiedlung 1652; zum village ernannt am 6. April 1805, zur city am 8. April 1861                                                                              |
| Kingston Town | town   | 889              | 20,1                 | 19,9             | 44,7                                 | 19. Mai 1667  | Als Patent durch den holländischen Gouverneur Peter Stuyvesant unter dem Namen Willtwick ausgerufen, 1667 unter dem Namen Kingston gegründet, am 1. Mai 1792 zur town ernannt. |
| Lloyd         | town   | 10.863           | 86,2                 | 81,0             | 134,1                                | 15. Apr. 1845 | |
| Marbletown    | town   | 5.607            | 142,9                | 141,1            | 39,7                                 | 25. Juni 1703 | Ernennung zur town am 7. März 1788 |
| Marlborough   | town   | 8.808            | 68,6                 | 63,4             | 138,9                                | 12. März 1772 | Gründung als precinct (Bezirk); zur town ernannt am 7. März 1788 |
| New Paltz     | town   | 14.003           | 88,9                 | 87,7             | 159,7                                | 29. Sep. 1677 | Gründung als Patent |
| Olive         | town   | 4.419            | 168,8                | 151,4            | 29,2                                 | 15. Apr. 1823 | |
| Plattekill    | town   | 10.499           | 92,6                 | 90,9             | 115,5                                | 21. März 1800 | |
| Rochester     | town   | 7.313            | 232,4                | 231,3            | 31,6                                 | 25. Juni 1703 | Gründung als Patent; zur town ernannt am 7. März 1788 |
| Rosendale     | town   | 6.075            | 53,7                 | 51,7             | 117,5                                | 26. Apr. 1844 | |
| Saugerties    | town   | 19.482           | 176,0                | 167,2            | 116,5                                | 5. Apr. 1811  | |
| Shandaken     | town   | 3.085            | 310,4                | 310,2            | 9,9                                  | 9. Apr. 1804  | |
| Shawangunk    | town   | 14.332           | 146,5                | 145,2            | 98,7                                 | 17. Dez. 1743 | Gegründet als precinct (Bezirk); zur town ernannt am 7. März 1788 |
| Ulster        | town   | 12.327           | 74,8                 | 69,4             | 177,6                                |               | |
| Wawarsing     | town   | 13.157           | 346,8                | 338,0            | 38,9                                 | 14. März 1806 | |
| Woodstock     | town   | 5.884            | 175,7                | 174,3            | 33,8                                 | 11. Apr. 1787 | |

## Verkehr
Der ÖPNV im County ist seit Oktober 2022 kostenlos.